# サンダーランド伯爵
サンダーランド伯爵（サンダーランドはくしゃく英: Earl of Sunderland）は、イギリスの伯爵位。イングランド貴族。
過去に2度創設されており、現存する2期目のサンダーランド伯爵位は、ウォームレイトンの第3代スペンサー男爵ヘンリー・スペンサーが1643年に叙されたことに始まる。第5代サンダーランド伯爵チャールズ・スペンサーの代の1733年にマールバラ公爵位を継承したため、それ以降はマールバラ公爵位の従属爵位の一つとなっている。2015年現在のサンダーランド伯爵位保持者は第12代マールバラ公爵チャールズ・スペンサー＝チャーチルである。

## 歴史

### スクループ家(第1期)
ボルトンの第11代スクループ男爵エマヌエル・スクループが1627年6月19日にサンダーランド伯爵に叙されたのが最初の創設である。しかし彼には男子がなかったため、彼の死とともに廃絶している（スクループ男爵位は休止状態となっている）。

### スペンサー=チャーチル家(第2期)
第2期のサンダーランド伯爵は、ウォームレイトンの第3代スペンサー男爵ヘンリー・スペンサーが、ピューリタン革命のさなかの1643年6月8日に叙されたのに始まる。彼にこの爵位が与えられたのは彼が王党派に属しており、国王に多額の寄付をしていたためと思われる。しかし受爵からまもなく議会軍との戦闘で戦死している。
その息子である第2代伯爵ロバートは王政復古後の政界で活躍した。カトリックのジェームズ2世が即位すると彼に合わせてカトリックに改宗したが、ジェームズ2世の旗色が悪くなるや見限ってオランダへ亡命し、オラニエ公ウィレム（ウィリアム3世）の側近となり、プロテスタントに回心、名誉革命後もウィリアム3世に側近として重用され続けた。こうした経歴のため無節操と批判されることが多い人物である。
その息子である第3代伯爵チャールズは、ホイッグ党幹部ジャントーの一人として18世紀初頭の政界で中枢として活躍し、1721年の南海泡沫事件で失脚するまで様々な閣僚職を歴任した。彼は初代マールバラ公爵ジョン・チャーチルの娘アンと結婚し、その間に第4代伯となるロバートと第5代伯となるチャールズを儲けた。
この血縁関係から第5代伯爵チャールズは、1733年10月24日に伯母の第2代マールバラ公爵ヘンリエッタ・チャーチルから第3代マールバラ公爵位を継承した。以降サンダーランド伯爵位はマールバラ公爵位の従属爵位の一つとして続いていく。2015年現在のサンダーランド伯爵位保持者は第12代マールバラ公爵チャールズ・スペンサー＝チャーチルである。
マールバラ公爵家の法定推定相続人はブランドフォード侯爵の儀礼称号を使用し、さらにその法定推定相続人はサンダーランド伯爵の儀礼称号を使用する。

## 一覧

### サンダーランド伯 第一期 (1627年)
- 初代サンダーランド伯エマヌエル・スクループ（英語版） (1584-1630)

### ウォームレイトンのスペンサー男爵 (1603年)
- 初代スペンサー男爵ロバート・スペンサー (1570–1627)
- 2代スペンサー男爵ウィリアム・スペンサー（英語版） (1592–1636)
- 3代スペンサー男爵ヘンリー・スペンサー (1620–1643) (1643年にサンダーランド伯爵に叙される)

### サンダーランド伯 第2期 (1643年)
- 初代サンダーランド伯ヘンリー・スペンサー (1620–1643)
- 2代サンダーランド伯ロバート・スペンサー (1640–1702)
- 3代サンダーランド伯チャールズ・スペンサー (1675–1722)
- 4代サンダーランド伯ロバート・スペンサー (1701–1729)
- 5代サンダーランド伯チャールズ・スペンサー (1706–1758) (1733年に第3代マールバラ公爵位を継承) 
  - 以降マールバラ公爵位とともに継承される。